# Ferdynand Pawlikowski
Ferdynand Pawlikowski (ur. ok. 1850, zm. we wrześniu 1915 w Kołomyi) – polski urzędnik.

## Życiorys
Urodził się około 1850. W okresie zaboru austriackiego w ramach autonomii galicyjskiej wstąpił do służby państwowej. Od około 1873 praktykantem konceptowym w C. K. Namiestnictwa, po czym od około 1874 w tym charakterze pracował przy urzędzie starostwa c. k. powiatu dolińskiego, po czym awansowany około 1879/1880 był tamże koncepistą Namiestnictwa. Awansowany do rangi komisarza pełnił tę funkcję przy urzędzie starostwa c. k. powiatu bohorodczańskiego od około 1880, następnie przy urzędzie starostwa c. k. powiatu samborskiego od około 1881 do około 1889. W randze komisarza powiatowego od około 1889 do około 1891 sprawował stanowisko komisarza rządowego w urzędzie miejskim (magistracie) w Jarosławiu (w tym czasie rada gminna była rozwiązana). Od około 1890 był prowizorycznym sekretarzem C. K. Namiestnictwa. W tej randze przeszedł do pracy w urzędzie starostwa c. k. powiatu krośnieńskiego, gdzie wobec opróżnienia posady starosty wpierw pełnił funkcję kierownika starostwa od około 1891, a następnie sprawował urząd starosty od około 1892 do 1896. Równolegle pełnił funkcję przewodniczącego C. K. Rady Szkolnej Okręgowej w Krośnie. Ze stanowiska starosty krośnieńskiego w sierpniu 1896 został przeniesiony na urząd starosty c. k. powiatu sanockiego, który sprawował do około 1899. W tym czasie pełnił funkcję przewodniczącego C. K. Rady Szkolnej Okręgowej w Sanoku. 17 stycznia 1897 został wybrany przewodniczącym wydziału Towarzystwa Pomocy Naukowej w Sanoku. Był członkiem oddziału sanockiego-lisko-krośnieńskiego C. K. Towarzystwa Gospodarskiego we Lwowie.
Następnie od około 1899 pełnił urząd starosty c. k. powiatu kołomyjskiego w randze radcy C. K. Namiestnictwa (od około 1913 z tytułem i charakterem radcy Dworu) w kolejnych latach, także podczas I wojny światowej do 1915. W tym czasie w Kołomyi pełnił funkcję przewodniczącego C. K. Rady Szkolnej Okręgowej oraz był komisarzem rządowym w miejscowej Kasie Oszczędności. Ponadto w tym mieście był członkiem czynnym zwyczajnym Towarzystwa dla Popierania Nauki Polskiej (1903). Podczas jego urzędowania w Kołomyi przebywał następca tronu Austro-Węgier.
Zmarł we wrześniu 1915 w Kołomyi w wieku 65 lat.

## Odznaczenia i wyróżnienia
- Krzyż Dla Kościoła i Papieża – „Pro Ecclesia et Pontifice” (1913, Watykan)[28]

austro-węgierskie
- Order Korony Żelaznej III klasy (1909)[29]
- Medal Jubileuszowy Pamiątkowy dla Cywilnych Funkcjonariuszów Państwowych (przed 1912)[23]
- Krzyż Jubileuszowy dla Cywilnych Funkcjonariuszów Państwowych (przed 1912)[23]
- Honorowy obywatel miast i miejscowości: Sambor (około 1887[7][30][1]), Gwoździec (około 1905[19]), Kołomyja (około 1908[21]), Tyrawa Wołoska (około 1909)[22], Jarosław[1]